# Memoire
memoire (memoire?) è il primo EP della band visual kei giapponese MALICE MIZER. È stato pubblicato il 24 luglio 1994 dalla label indie Midi:Nette in edizione limitata e numerata in 3000 esemplari; è stata stampata una seconda edizione dell'EP, stavolta non numerata, ma particolarmente rara.
Esiste una sola versione dell'album con custodia jewel case, ma è stato ristampato in una nuova edizione il 24 dicembre dello stesso anno con il titolo memoire DX (memoire DX? , dove la sigla DX sta per "deluxe"): il CD, con una nuova bonus track, è contenuto in una custodia jewel case trasparente con il libretto, ma senza il cartoncino sul retro, ed assieme è allegato un libriccino fotografico intitolato Visual Story Booklet; custodia con libretto & CD e libriccino fotografico, sono inseriti in un contenitore in cartoncino con la stessa copertina di memoire.
Dato il numero esiguo di copie stampate (sia numerate sia non) e la grandissima notorietà successivamente raggiunta dal gruppo, memoire è un disco dalle valutazioni molto alte nel mercato dell'usato e del collezionismo.

## Tracce
Tutti i brani sono testo di tetsu e musica di Mana, tranne dove indicato.

Dopo il titolo è indicata fra parentesi "()" la grafia originale del titolo, eventuali note sono riportate dopo il punto e virgola ";".
1. de memoire (de memoire?) - 0:57 (Mana)
2. Kioku to sora (記憶と空?) - 4:46
3. Aegean umi ni sasagu (エーゲ海に捧ぐ?) - 5:07
4. Gogo no sasayaki (午後のささやき?) - 2:34
5. Miwaku no Roma (魅惑のローマ?) - 3:20
6. seraph (seraph?) - 4:19 (tetsu - Közi)
7. Baroque (バロック?) - 7:21; bonus track presente solo nella riedizione

## Formazione
- tetsu - voce
- Mana - chitarra
- Közi - chitarra
- Yu~ki - basso
- Kami - batteria